# Kolegium Międzywydziałowych Indywidualnych Studiów Matematyczno-Przyrodniczych Uniwersytetu Warszawskiego
Kolegium Międzywydziałowych Indywidualnych Studiów Matematyczno-Przyrodniczych Uniwersytetu Warszawskiego (Kolegium MISMaP) – międzywydziałowa jednostka organizacyjna stworzona przez wydziały: Biologii, Chemii, Filozofii, Socjologii, Fizyki, Geografii i Studiów Regionalnych, Geologii, Psychologii oraz Matematyki, Informatyki i Mechaniki. Kolegium MISMaP organizuje bezpłatne studia dzienne, które umożliwiają interdyscyplinarne wykształcenie. Są one prowadzone w indywidualnym toku przez jednostki Uniwersytetu Warszawskiego.

## Historia
Międzywydziałowe Indywidualne Studia Matematyczno-Przyrodnicze zostały utworzone w roku akademickim 1992/1993. Ich pomysłodawcą, twórcą i pierwszym dyrektorem do 2001 roku był prof. UW Andrzej Hennel. Była to wówczas nowa forma studiów po raz pierwszy wprowadzona w Polsce.
W roku 2001 powołano Kolegium MISMaP i zatwierdzono jego pierwszy Regulamin. Obecnie obowiązujący Regulamin Kolegium MISMaP zaakceptowano uchwałą Senatu UW nr 290 17 października 2007 roku.
Kolegium MISMaP wyrasta z przeświadczenia o jedności i wzajemnym przenikaniu się nauk przyrodniczych i matematycznych; stanowi płaszczyznę wszechstronnej współpracy wydziałów matematyczno-przyrodniczych UW w zakresie kształcenia studentów. Nawiązuje do tradycji Wydziału Matematyczno-Przyrodniczego UW, w latach międzywojennych znakomitego ośrodka badań i kształcenia.
20 grudnia 2018 roku rektor Uniwersytetu Warszawskiego wydał zarządzenie w sprawie utworzenia indywidualnych studiów międzydziedzinowych, które zastąpiły — z uwagi na wymogi stawiane przez nową ustawę Prawo o szkolnictwie wyższym i nauce — dotychczasowe Międzywydziałowe Indywidualne Studia Matematyczno-Przyrodnicze oraz Międzywydziałowe Indywidualne Studia Humanistyczne. Od 1 października 2019 roku prowadzą je Kolegium MISH i Kolegium MISMaP Uniwersytetu Warszawskiego.

## Struktura i opis
Od roku 2016 MISMaP prowadzi studia międzyobszarowe w obszarach nauk:
- ścisłych (astronomia, fizyka w tym w trybie indywidualnym, chemia, informatyka i matematyka)
- przyrodniczych (biologia, biotechnologia, geografia, geologia, geologia stosowana, ochrona środowiska)
- społecznych (gospodarka przestrzenna, psychologia, socjologia)
- humanistycznych (bioetyka, filozofia, kognitywistyka, Philosophy (Warsaw International Studies in Philosophy)

Udział w Kolegium MISMaP bierze dziewięć wydziałów Uniwersytetu Warszawskiego: Wydział Biologii, Wydział Chemii, Wydział Filozofii, Wydział Socjologii, Wydział Fizyki, Wydział Geografii i Studiów Regionalnych, Wydział Geologii, Wydział Matematyki, Informatyki i Mechaniki oraz Wydział Psychologii. Studia odbywają się w systemie studiów I, II i III stopnia oraz jednolitych pięcioletnich studiów magisterskich na kierunku psychologia.
Studenci mogą studiować na kierunkach:
- biologia, biotechnologia, ochrona środowiska – prowadzone przez Wydział Biologii,
- chemia – prowadzony przez Wydział Chemii,
- bioetyka, filozofia, philosophy (Warsaw International Studies in Philosophy), kognitywistyka – prowadzone przez Wydział Filozofii,
- socjologia – prowadzony przez Wydział Socjologii,
- fizyka w tym fizyka w trybie indywidualnym, astronomia – prowadzone przez Wydział Fizyki,
- geografia, gospodarka przestrzenna – prowadzone przez Wydział Geografii i Studiów Regionalnych,
- geologia, geologia stosowana – prowadzone przez Wydział Geologii,
- matematyka, informatyka – prowadzone przez Wydział Matematyki, Informatyki i Mechaniki,
- psychologia, kognitywistyka – prowadzony przez Wydział Psychologii.

### Władze
- Dyrektor: prof. dr hab. Andrzej Twardowski
- Wicedyrektor ds. kontaktów z wydziałami: dr hab Anna Nowicka
- Wicedyrektor ds. promocji:prof. dr hab. Maria Doligalska
- Kierownik Studiów Doktoranckich: dr hab. Filip Murlak